# Landrake
Landrake – wieś w Anglii, w Kornwalii. Leży 95 km na wschód od miasta Penzance i 316 km na zachód od Londynu. W 2001 miejscowość liczyła 1001 mieszkańców.